# Paggese
Paggese (Lu Paesë in dialetto locale) è una frazione del comune di Acquasanta Terme, in provincia di Ascoli Piceno. Nel borgo vi sono testimonianze della stratificazione dalla storia medievale e rinascimentale. È spesso definito il paese delle "pietre parlanti".

## Origini del nome
Questo piccolo borgo deve il suo nome al termine "pagus" che in latino vuol dire villaggio. La denominazione più antica è stata Villa San Lorenzo, riprendendo il nome dalla chiesa che vi sorge, e solo dal 1413 nei documenti ecclesiastici si trova il nome "Pajese" che diverrà Paggese.

## Storia
Il territorio era abitato fin da epoca pre-romana, poi divenne territorio di occupazione romana. I primi cenni storici si trovano collegati all'Abbazia di Farfa che riceveva donazioni di terreni da benevoli signori ed aveva creato un vero possedimento nella zona dell'acquasantano. 
Il periodo di maggior splendore fu quello contemporaneo all'abate Suppone intorno al 1309.

## Monumenti e luoghi d'interesse

### Chiesa di San Lorenzo
Nel 1275 fu costruita, dai monaci di San Marco, secondo il Pastori, la chiesa di San Lorenzo. È soprattutto nota per il suo pavimento realizzato in lastroni di travertino su cui sono poste anche pietre tombali. L'edificio religioso ospita, inoltre, anche un baldacchino di travertino fabbricato da artigiani locali, nel secolo XIV, una tela di Nicola Monti e il trittico dell'Alemanno. Ospita anche una delle raffigurazioni più famose e misteriose del SATOR, di origine antichissima il quadrato magico ancora oggi fa discutere sulla sua decifrazione. Numerosi studiosi però concordano nel collegare quest'iscrizione ai Cavalieri Templari.

### Le pietre parlanti
Le pietre parlanti sono blocchi di travertino, usati nell'edilizia delle abitazioni, oppure architravi delle porte che recano scolpite epigrafi, date o frasi in latino. Tra quelle in stato di miglior conservazione si legge: "Manet domus donec formica aequor bibat et lenta testudo totum perambulet orbem" (Rimani oh casa, fino a quando la formica non avrà bevuto tutta l'acqua del mare e la lenta tartaruga non avrà compiuto tutto il giro del mondo). 
In un'abitazione rinascimentale si trova incisa una frase, tratta dal poema l'Acerba, di Cecco d'Ascoli: "non val ventura a chi non s'afatica".